# 基倫吉什
14°04′53″S 14°05′35″E / 14.08139°S 14.09306°E
基倫吉什（葡萄牙語：Quilengues），是個位於安哥拉西南部的城鎮，由威拉省負責管轄，處於卡盧肯貝以西，面積4,464平方公里，2014年人口110,000，人口密度每平方公里25人。